# 蒋尚璋
蒋尚璋（？—？），广西全州人，是一名明朝政治人物。
蒋尚璋曾于1632年接替王宫臻任崇明县知县一职，1638年由顾魁登接任。